# Рэтский ярус
| система                                                                          | отдел     | ярус        | Ниж. граница, млн лет |
| -------------------------------------------------------------------------------- | --------- | ----------- | --------------------- |
| Юра                                                                              | Нижняя    | Геттангский | 201,4 ±0,2            |
| Триас                                                                            | Верхний   | Рэтский     | ~205,7                |
| Триас                                                                            | Верхний   | Норийский   | ~227,3                |
| Триас                                                                            | Верхний   | Карнийский  | ~237                  |
| Триас                                                                            | Средний   | Ладинский   | 241,464 ±0,28         |
| Триас                                                                            | Средний   | Анизийский  | 246,7                 |
| Триас                                                                            | Нижний    | Оленёкский  | 249,9                 |
| Триас                                                                            | Нижний    | Индский     | 251,902 ±0,024        |
| Пермь                                                                            | Лопинский | Чансинский  | больше                |
| Деление и золотые гвозди в соответствии с IUGS по состоянию на декабрь 2024 года |           |             |                       |

Рэтский ярус (рэт, нем. Rhaet) — стратиграфическое подразделение, верхний (третий) ярус верхнего отдела триасовой системы мезозойской эры. Породы рэтского яруса образовались в течение рэтского века, который охватывает время от ~205,7 млн лет назад до 201,4 ±0,2 млн лет назад.
Отложения рэтского яруса подстилаются породами норийского яруса триасового периода мезозоя, перекрываются отложениями геттангского яруса юрского периода мезозоя.
Впервые этот ярус выделили австрийский геолог Эдуард Зюсс и немецкий геолог Альберт Оппель в 1856 году. Название он получил от горного хребта Ретийские Альпы.